# The Imaginary
«Воображаемый друг» (яп. 屋根裏のラジャー Янэура но радзя:, букв. «Рудгер на чердаке») — полнометражный анимационный фильм режиссёра Ёсиюки Момосэ, снятый Studio Ponoc. Сюжет основан на одноимённом романе А. Ф. Харрольда 2014 года и стал вторым полнометражным анимационным фильмом Studio Ponoc после выхода их первого фильма «Мэри и ведьмин цветок» в 2017 году. Роли озвучили Кокоро Тэрада, Рио Судзуки, Сакура Андо, Рииса Нака, Такаюки Ямада, Ацуко Такахата и Иссэй Огата. В центре повествования — мальчик Рудгер, одно из невидимых существ, известных как Имаджинарии, созданный девочкой по имени Аманда, которая переживает эмоциональную потерю.
Фильм создан в технике рисованной мультипликации. Первоначально планировалось, что он выйдет на экраны в июне-августе 2022 года, но из-за задержек в производстве премьера была отложена и состоялась в Японии 15 декабря 2023 года. Мировая премьера состоялась стриминговом сервисе Netflix 5 июля 2024 гола.

## Сюжет
В мире, где воображение может жить и питаться другими людьми, Рудгера, воображаемого мальчика, не может видеть никто, кроме его создательницы, девочки по имени Аманда. Их совместное существование ограничивается чердаком дома Аманды, где они погружаются в её яркое воображение. Однако «имаджинарии» подвержены неумолимой судьбе — растворению в человеческом беспамятстве. Озадаченный этим событием, Рудгер цепляется за проблеск надежды и отправляется в незаметную одиссею после того, как на пороге дома Аманды появляется мистер Бантинг, охотящийся за имаджинариями. Путешествие приводит его в анклав, называемый «Городом Имаджинариев», — убежище для забытых Имаджинариев. Эта встреча положила начало эпохальному путешествию, которое направляет ход семейных уз и заветных связей, определяя их дальнейшие траектории.